# Jodie Henry
Jodie Clare Henry (Brisbane, 17 de noviembre de 1983) es una nadadora australiana ganadora de tres medallas de oro en los Juegos Olímpicos de Atenas 2004 y record woman mundial de los 100 metros libres con 53.52. 
Jodie comenzó a nadar cuando era una niña, algo habitual entre los jóvenes australianos. Al principio lo hacía bajo la dirección de sus padres, pero a nivel competitivo su despegue fue relativamente tardío. No fue hasta 1999, después de ganar los campeonatos de Australia para chicas de su edad que la entrenadora Shannon Rollason descubrió que se encontraban ante una nadadora con una potencial extraordinario en las pruebas de velocidad.
Shannon insistió en mentalizar a Jodie para que trabajara duro y pudiera desarrollar todo su talento. Sin embargo Jodie era bastante insegura y se ponía muy nerviosa antes de las competiciones. Shannon pensaba que si se enforzaba podría llegar a tiempo para formar parte del equipo olímpico que competiría en los Juegos de Sídney 2000, que se disputaban en su propio país. Sin embargo no pudo superar sus problemas de motivación y perdió la oportunidad de acudir a los Juegos.
Su revelación como una extraordinaria velocista tuvo lugar en los Juegos de la Commonwealth de 2002, disputados en Mánchester, Inglaterra, en los que ganó tres medallas de oro, incluyendo el título en los 100 metros libres (además de las pruebas de relevos 4 x 100 libres y 4 x 100 estilos), y una de plata en los 50 metros libres. También ese año tuvo una destacada actuación en los Campeonatos Pan Pacific de Yokohama, Japón, donde gana la plata en 50 y 100 metros libres y el oro en 4 x 100 libres y 4 x 100 estilos.
En 2003 continuó con la buena racha, ganando en los Campeonatos de Australia y consiguiendo llegar en plena forma a los Campeonatos del Mundo de Barcelona 2003. Es estos campeonatos ganó la medalla de plata de los 100 libres con 54,58 , solo superada por la finlandesa Hanna-María Seppälä (54,37), mientras que tercera fue la estadounidense Jenny Thompson (54,55). Además con el equipo australiano sumó dos medallas de bronce en 4 x 100 libres y 4 x 100 estilos (pruebas ganadas por Estados Unidos y China respectivamente). Estos campeonatos marcaron el inicio de una nueva etapa en la carrera deportiva de Jodie Henry, tenía 19 años y estaba en condiciones de convertirse en la mujer más rápida del mundo. Su pasado de inseguridades había quedado definitivamente olvidado.
En el mes de marzo de 2004 se disputaron en Sídney las pruebas de selección para el equipo olímpico australiano. En ellas Jodie vio como su compatriota Lisbeth Lenton batía el récord mundial de Inge de Bruijn en los 100 metros libres, aunque ella pudo acabar segunda y clasificar también para los Juegos. En los 50 metros libres no pudo clasificarse pues acabó tercera y solo se clasificaban las dos primeras.
Por fin llegaron los Juegos Olímpicos de Atenas 2004, la gran cita del año. Jodie Henry iba a hacer en ellos la mejor competición de su vida. Ya el primer día tuvo una actuación fantástica en la prueba de relevos 4 x 100 metros libres, en la que tras comenzar su posta (la última) bastante retrasada con respecto a la americana Jenny Thompson, consiguió remontar, y hacer la posta de relevo más rápida de la historia (52,95), y dándole a su país una medalla de oro con un nuevo récord del mundo de 3:35.94. El equipo australiano lo formaban Alice Mills, Lisbeth Lenton, Petria Thomas y Jodie Henry.
Continuó en la prueba de 100 metros libres. Tras acabar únicamente séptima en las eliminatorias, sacó a relucir su clase en la semifinal batiendo el récord del mundo en esta prueba con 53.52, y poco después ganando la medalla de oro con 53.84, por delante de la holandesa Inge de Bruijn y de la americana Natalie Coughlin. Era primera australina en ganar esta prueba desde la mítica Dawn Fraser, campeona en 1956, 1960 y 1964.
Su tercera medalla de oro olímpica llegó en los relevos 4 x 100 estilos. El equipo australiano formado por (Giaan Rooney, Leisel Jones, Petria Thomas y Jodie Henry) superó otra vez a las norteamericanas y batieron el récord mundial con 3:57.32. La posta de Jodie Henry fue casi tan rápida como la que había hecho en los 4 x 100 libres (52,97)
Jodie Henry salió de Atenas convertida en la nueva reina de la velocidad mundial. En noviembre de 2004 fue elegida como Nadador del Año (hombre o mujer) en Australia.
En el 2005 ha confirmado su supremacía en los Campeonatos del Mundo disputados en Montreal, Canadá, donde de nuevo se llevó tres medallas de oro, aunque esta vez sin batir ningún récord.
Jodie Henry tiene ahora 22 años, vive y entrena en Brisbane, su entrenadora sigue siendo Shannon Rollason y su club es el Chandler SC Inc. Es amiga y compañera de entrenamientos de Alice Mills y se prepara para disputar los Juegos de la Commonwealth a celebrar en Melbourne en 2006.
Mejores marcas:
- 50 m libres - 24,92
- 100 m libres - 53,52 (Récord del mundo)
- 200 m libres - 1.59.23